# Хюбшманнова, Милена
Милена Хюбшманнова (чеш. Milena Hübschmannová, 10 июля 1933, Прага — 8 сентября, 2005, ЮАР) — чешский лингвист, специалист по индийской филологии, пионер цыганских исследований в Чехии и Словакии, защитник прав цыган.

## Биография
Изучала языки хинди, урду и бенгали в Карловом университете в Праге. Работала в литературной редакции Чехословацкого радио, в отделении ориенталистики и в отделении философии и социологии Академии наук Чехословакии.
Не имея возможности поехать в Индию для практики изученных ей языков, заинтересовалась жизнью цыган, язык которых также относится к индоарийским. Заинтересовалась цыганским языком и культурой и стала защищать права цыган, которых официально преследовали в Чехии и Словакии вплоть до падения коммунистического режима (а неофициально негативное отношение сохраняется до сих пор). В 1968 г. основала Цыганское общество ЧССР (чеш. Svaz Cikánů-Romů) и журнал на цыганском языке Romano Džaniben, главным редактором которого стала. И журнал, и общество были закрыты в 1973 году. Полгода прожила в цыганском таборе в Словакии. В 1976 г. по её инициативе в Государственной языковой школе в Праге началось преподавание цыганского языка. В 1991 году добилась открытия отделения изучения цыган (ромистики) на философском факультете Карлова университета.
Погибла в автокатастрофе в ЮАР.
В честь Милены Хюбшмановой названа премия по цыганоязычной литературе, действующая на территории Чехии и Словакии.